# Israel Abramofsky
Israel Abramofsky (ricordato anche come Ismael) (Kiev, 10 settembre 1888 – 16 gennaio 1975) è stato un pittore russo.

## Biografia
Nato a Kiev, all'epoca sotto dominio dell'Impero russo, negli anni venti si trasferì in Francia, dove fu allievo di Joseph Bergès e William Laparra e dove espose al Salon d'Automne e alle mostre della Société nationale des beaux-arts. In seguito, si trasferì e fu attivo negli Stati Uniti. Fu pittore principalmente paesaggista.